# Jean-Louis Trasenster
Jean-Louis Trasenster, né le 10 février 1816 à Beaufays et mort le 1er janvier 1887 à Liège, est un ingénieur et professeur à l'université de Liège, dont il est le recteur entre 1879 et 1885.
Ingénieur de renom, il eut une grande influence sur la vie universitaire liégeoise par la construction des instituts qui portent son nom et l'admission des femmes à l'université.

## Biographie

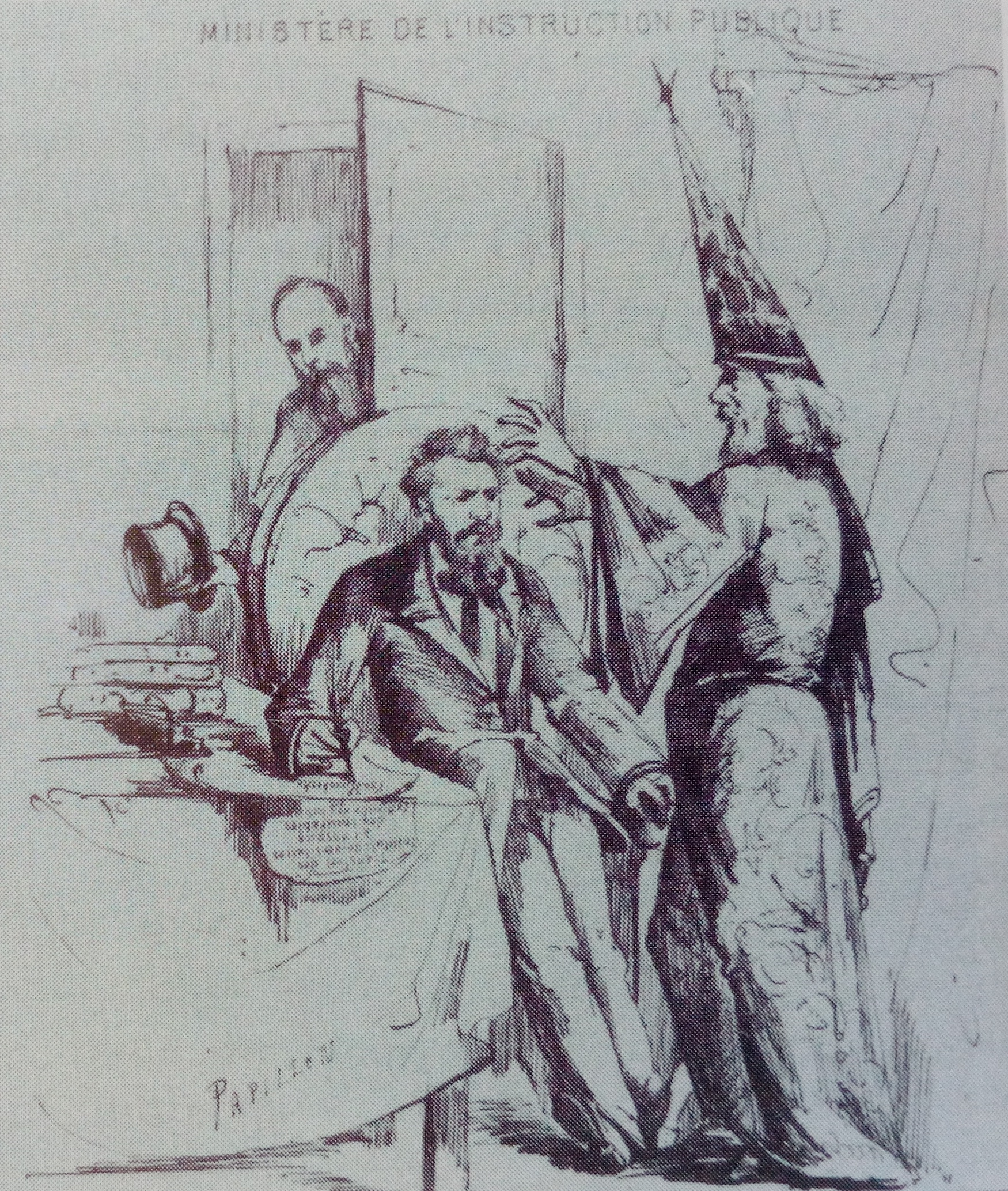
Caricature de Trasenster hypnotisant le ministre de l'Instruction publique pour lui faire signer l'achat de l'Hospice des Incurables.

Diplômé de l'École des mines de l'université de Liège avec l'enseignement du français Adolphe de Vaux, il devient expert chargé de la surveillance des charbonnages en 1838. En 1842, il est nommé sous-ingénieur de l'État avant d'être nommé ingénieur honoraire des mines sept ans plus tard.
En 1847, il fonde avec plusieurs de ses condisciplines l'Association des Ingénieurs diplômes de l'université de Liège (AILg) dont il assumera la présidence pendant 44 ans.
Chargé des cours de statique élémentaire en 1840 et d'exploitation des mines en 1844, Louis Trasenster devient professeur ordinaire en 1849, puis ordinaire en 1855. La qualité de son enseignement augmenta considérablement la réputation de l'université de Liège dans les matières scientifiques. Sa vision d'études préparant tant à une méthode scientifique qu'à une formation professionnelle eurent une grande influence sur la réforme de l'enseignement universitaire des années 1890.
Fort de l'appui de ses collègues, il devient recteur durant deux périodes triennales (1879-1885) en succédant à Victor Thiry.
Bataillant fougueusement pour l'ouverture des cours universitaires aux femmes, il considérait que malgré les désavantages que subissaient les femmes du fait des conditions économiques et sociales, il n'était plus possible ni souhaitable de limiter leurs accès à l'université. C'est sous son rectorat qu'il accueillit la première étudiante de l'université, Jeanne Rademackers, en 1881.

« Mlle Jeanne Rademackers a ouvert courageusement et brillamment aux personnes de son sexe l’entrée à l’Université de Liège et l’entrée dans la profession de pharmacien. [...] Elle est appelée par ses connaissances et son aptitude à faire honneur à la profession qu’elle a embrassée, et que la Commission provinciale du Limbourg l’a autorisée à exercer. Je la prie de recevoir mes plus sincères félicitations »

— Félicitations à Jeanne Rademackers lors du discours de la rentrée académique 1885
À la suite de son prédecesseur, Louis Trasenster s'occupe du développement des nouveaux bâtiments universitaires. c'est sous son rectorat que seront bâtis les huit instituts Trasenster par l'architecte Noppius. Grâce à ses talents de persuasion, il parvint à faire réaliser des travaux d'importance avec une grande participation financière des autorités communales et gouvernementales.

## Œuvres
- De la nationalité belge ou des idées politiques et religieuses en Belgique (1848)

- Réforme de l'enseignement supérieur et du jury d'examen (1848, publication sous le pseudonyme de Louis Duperron)[4]

- Organisation de l'enseignement moyen (1852)

- Considérations sur l'intlruction obligatoire en Belgique (1858)

- La Belgique et l'Europe ou la frontière du Rhin (1860)

- L'Enseignement supérieur en Belgique (1873)

## Sources
- Henri Micheel-Baupain, Nouvelle biographie nationale, vol. 25,  Académie royale des sciences, des lettres et des beaux-arts de Belgique, 1932 (lire en ligne), p. 345-347.

- Paul Harsin, « L'enseignement à Liège : l'université de Liège de 1816 à 1935 », sur chokier.com (consulté le 20 février 2022).

- Pieter Dhondt, Un double compromis : enjeux et débats relatifs à l'enseignement universitaire en Belgique au XIXe siècle, t. III, Academia press, 2011 (lire en ligne).

- « Louis Trasenster », sur uliege.be (consulté le 22 février 2022).